# Macroditassa lagoensis
Macroditassa lagoensis är en oleanderväxtart som först beskrevs av Fourn., och fick sitt nu gällande namn av Gustaf Oskar Andersson Malme. Macroditassa lagoensis ingår i släktet Macroditassa och familjen oleanderväxter. Utöver nominatformen finns också underarten M. l. cucullata.